# Chiriaca Sârbu
Chiriaca Sârbu (n. 4 martie 1952) este un fost deputat român în legislatura 1992-1996, ales în județul Giurgiu pe listele partidului PDSR. Chiriaca Sârbu l-a înlocuit pe decedatul deputat Mircea-Adrian Ichim.